# توبی مگوایر
توبیاس وینسنت مگوایر (انگلیسی: Tobias Vincent Maguire؛ زادهٔ ۲۷ ژوئن ۱۹۷۵) بازیگر آمریکایی است. او بیشتر برای ایفای نقش پیتر پارکر در سه‌گانهٔ مرد عنکبوتی (۲۰۰۲–۲۰۰۷) به کارگردانی سم ریمی و فیلم مرد عنکبوتی: راهی به خانه نیست (۲۰۲۱) شناخته شده‌است. دیگر فیلم‌هایش پلیزنتویل (۱۹۹۸)، سواری با اهریمن (۱۹۹۹)، قوانین خانه سایدر (۱۹۹۹)، پسران شگفت‌انگیز (۲۰۰۰)، سیبیسکوت (۲۰۰۳)، آلمانی خوب (۲۰۰۶) و گتسبی بزرگ (۲۰۱۳) هستند. او برای نقش‌آفرینی در برادران (۲۰۰۹) نامزد دریافت جایزۀ گلدن گلوب شد.
مگوایر دو بار برندهٔ جایزهٔ ساترن شده‌است. او در سال ۲۰۱۲ کمپانی تولید فیلم خود را تأسیس کرده‌است. مگوایر در سال ۲۰۱۴ نقش بابی فیشر را در فیلم قربانی پیاده ایفا کرد. او یکی از تهیه‌کنندگان این فیلم بود.

## حرفه

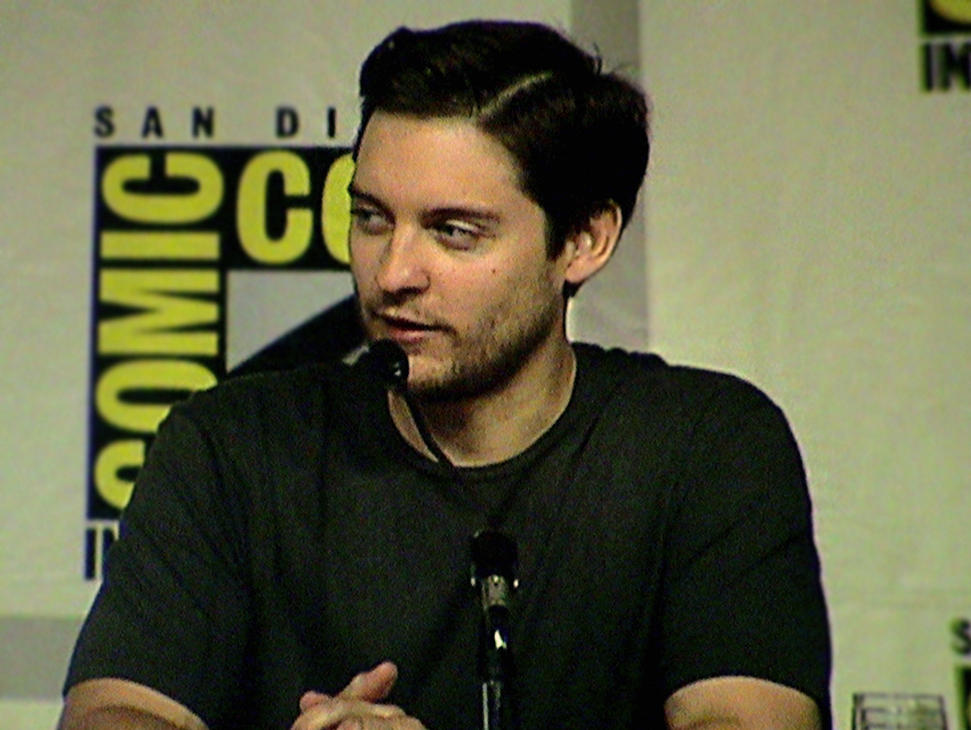
مگوایر در کامیک-کان سن دیگو در سال ۲۰۰۶

اولین حضور مگوایر در فیلم جادوگر بود. او در اوایل دهه ۹۰ میلادی کار خود را به عنوان یک بازیگر خردسال آغاز کرد؛ و تا سال ۲۰۰۲ معمولاً نقش‌هایی جوانتر از سن خود برعهده می‌گرفت. او در انجام تست‌های بازیگری خود با لئوناردو دی‌کاپریو آشنا شد.
در اواسط دهه ۹۰ میلادی او به‌طور پیوسته به فعالیت‌های مختلف می‌پرداخت و کارهایی به مراتب سخت‌تر از نوجوانانی که مانند او بازیگر بودند انجام می‌داد. در سال ۲۰۰۲ او در فیلم مرد عنکبوتی به عنوان نقش اصلی فیلم ظاهر شد، همچنین سال ۲۰۰۴ در دنباله این فیلم یعنی مرد عنکبوتی ۲ و در سال ۲۰۰۷ نیز در مرد عنکبوتی ۳ به ایفای نقش پرداخت؛ بازی مگوایر در نقش مرد عنکبوتی نقدهای بسیار خوبی برای او به ارمغان آورد. همچنین او در بازی‌های ویدئویی اکتیویژن ساخته شده از روی این سه‌گانه گوینده پیتر پارکر/مرد عنکبوتی بود.
سال ۲۰۰۶ اولین نقش منفی خود را در فیلم آلمانی خوب ایفا کرد. او در سال ۲۰۰۹ نیز برای بازی در فیلم برادران نامزد جایزه گلدن گلوب شد.
سال ۲۰۱۳ نیز در کنار لئوناردو دی‌کاپریو به ایفای نقش در فیلم گتسبی بزرگ پرداخت. او سال ۲۰۱۴ در فیلم قربانی پیاده نقش بابی فیشر را بازی کرد. مگوایر بعد از هفت سال دوری از سینما، در سال ۲۰۲۱ بار دیگر نقش مرد عنکبوتی را همراه با دیگر بازیگران این کاراکتر، تام هالند و اندرو گارفیلد، در فیلم مرد عنکبوتی: راهی به خانه نیست ساختهٔ جان واتس ایفا کرد. او یکی از تهیه‌کننده‌های اجرایی فیلم بابیلون (۲۰۲۲) ساختهٔ دیمین شزل است و در این فیلم نیز ایفای نقش کرده‌است.

## زندگی شخصی

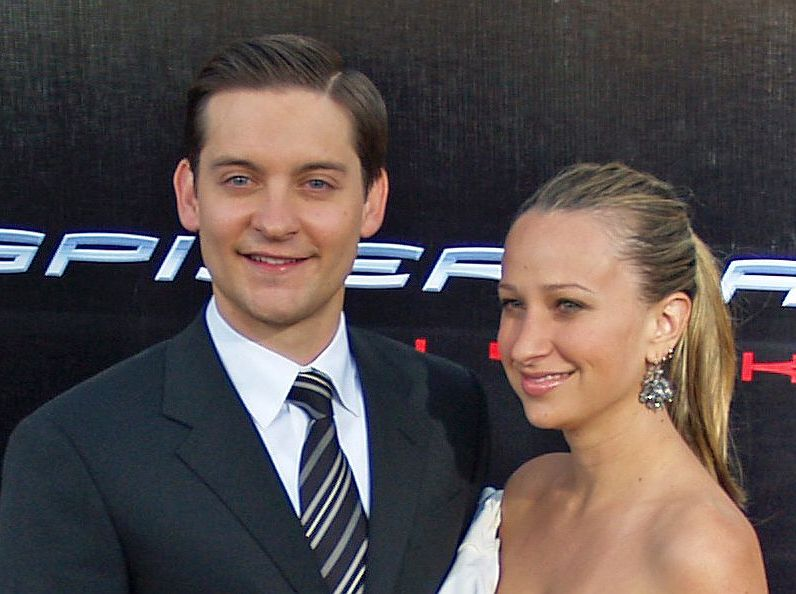
توبی مگوایر و همسر وقتش جنیفر میر در اولین نمایش مرد عنکبوتی ۳ در کویینز، می ۲۰۰۷

توبی مگوایر در شهر سانتا مونیکا در ایالت کالیفرنیا ایالات متحده آمریکا متولد شد.
مادرش وندی یک منشی بود که بعدها به نویسندگی مشغول شد و پدرش وینسنت یک کارگر ساختمانی و آشپز بود. توبی چهار برادر ناتنی دارد. در هنگام تولد او، مادرش ۱۸ ساله و پدرش ۲۰ ساله بود. هنگامی که توبی دو ساله بود آن‌ها از یکدیگر جدا شدند. توبی در دوران کودکی از شهری به شهر دیگر می‌رفت و در کنار اقوام و اعضای دیگر خانواده زندگی می‌کرد. مگوایر قصد داشت آشپز شود ولی مادرش به او ۱۰۰ دلار داد و به او پیشنهاد داد که به کلاس بازیگری برود.
مگوایر در سال ۲۰۰۳ با طراح جنیفر میر ملاقات کرد و در آوریل ۲۰۰۶، دو ماه پس از بچه دار شدن، نامزد کردند. دختر آنها در نوامبر همان سال به دنیا آمد. مگوایر و مایر در ۳ سپتامبر ۲۰۰۷ در کایلوا-کونا، هاوایی ازدواج کردند. فرزند دوم آنها، یک پسر بود که در می ۲۰۰۹ به دنیا آمد. در ۱۸ اکتبر ۲۰۱۶، این زوج پس از نه سال زندگی مشترک، جدایی خود را اعلام کردند. در سال ۲۰۲۰، مایر پس از چهار سال جدایی، درخواست طلاق داد.

## فیلم‌شناسی
کارهای برگزیده:
- پلیزنتویل (۱۹۹۸)
- قوانین خانه سایدر (۱۹۹۹)
- گربه‌ها و سگ‌ها (۲۰۰۱)
- مرد عنکبوتی (۲۰۰۲)
- سیبیسکوت (۲۰۰۳)
- مرد عنکبوتی ۲ (۲۰۰۴)
- مرد عنکبوتی ۳ (۲۰۰۷)
- برادران (۲۰۰۹)
- گتسبی بزرگ (۲۰۱۳)
- قربانی پیاده (۲۰۱۴)
- بچه رئیس (۲۰۱۷)
- مرد عنکبوتی: راهی به خانه نیست (۲۰۲۱)
- بابیلون (۲۰۲۲)